# Reno, Ohio
Reno är en ort i Washington County i delstaten Ohio, USA.